# Belfast Celtic Football Club
Il Belfast Celtic Football Club, meglio noto come Belfast Celtic, era una società calcistica nordirlandese con sede nella città di Belfast.

## Storia
Il club fu fondato il 14 marzo 1891 nel quartiere cattolico di West Belfast. I fondatori si erano ispirati al più noto Celtic Glasgow F.C., il club degli emigrati irlandesi in Scozia. Furono adottati anche gli stessi colori: il bianco e il verde. 

La squadra fu ammessa alla Irish League nel 1896, il primo titolo nazionale fu vinto nella stagione 1899/1900 grazie ad una vittoria sugli storici rivali cittadini del Linfield. Dal 1901 disputò le partite in casa in uno stadio di proprietà, il Celtic Park, soprannominato dai tifosi The Paradise. La rivalità tra Celtic e Linfield ricalcava l'antagonismo tra cattolici e protestanti diffuso nell'Irlanda del Nord.
Nel 1920 la squadra fu esclusa dalla Irish League e non poté partecipare al campionato sino al 1924. In quell'anno avvenne un grave incidente durante la semifinale di Irish Cup tra il Celtic e il Glentoran: una persona portò una pistola allo stadio e iniziò a sparare sulla folla. Era un periodo molto difficile per l'Irlanda: era in pieno svolgimento la guerra d'indipendenza irlandese e nell'ottobre di quell'anno si verificò la cosiddetta Bloody Sunday; l'incidente avvenuto durante la partita, unito al fatto che tra la tifoseria del Celtic vi era una larga componente di irlandesi nazionalisti cattolici, comportò un allontanamento della squadra dalle competizioni.
L'eterna rivalità tra Celtic e Linfield sfociò in un grave episodio di violenza nel 1948. Il 26 dicembre (noto nei paesi anglosassoni come Boxing Day) di quell'anno il Celtic affrontò i rivali del Linfield sul loro campo, il Windsor Park. Il Celtic era il chiaro favorito in quanto era il campione in carica. Durante l’incontro si trovò addirittura in superiorità numerica, invece il Linfield trovò un pareggio insperato. Subito dopo il triplice fischio arbitrale, i tifosi protestanti invasero il terreno di gioco e si avventarono sui giocatori del Celtic ferendone gravemente alcuni. L'obiettivo principale era Jimmy Jones, un giocatore protestante che giocava nel Celtic, cattolico. Jones riuscì a salvare la pelle, ma uscì dal campo con una gamba spezzata in più punti: carriera finita nonostante il ricovero d'urgenza. Un clima di paura si insinuò negli ambienti del Celtic. Emerse con chiarezza che la predominanza di una squadra cattolica in un contesto protestante non era mai stata accettata.
Il Belfast Celtic giocò l'ultima partita nel campionato nordirlandese il 21 aprile 1949. Dopodiché la squadra intraprese una tournée negli Stati Uniti.
Il Belfast Celtic non si iscrisse più al campionato. Scese in campo solo per partite amichevoli, l'ultima delle quali fu disputata nel 1960 contro il Coleraine.
Lo stadio del Celtic venne utilizzato come cinodromo sino al 1980, poi venne abbattuto per lasciar spazio a strutture commerciali.
Nel 2003 è stata creata la Belfast Celtic Society un'organizzazione che ha lo scopo di preservare e diffondere la conoscenza storica del club.

## Palmarès

### Competizioni nazionali
- Campionato nordirlandese: 19

1899-1900, 1914-1915, 1918-1919, 1919-1920, 1925-1926, 1926-1927, 1927-1928, 1928-1929, 1932-1933, 1935-1936, 1936-1937, 1937-1938, 1938-1939, 1939-1940, 1940-1941, 1941-1942, 1943-1944, 1946-1947, 1947-1948
- Irish Cup: 8

1917-1918, 1925-1926, 1936-1937, 1937-1938, 1940-1941, 1942-1943, 1943-1944, 1946-1947
- City Cup: 8

1925-1926, 1927-1928, 1929-1930, 1930-1931, 1932-1933, 1939-1940, 1947-1948, 1948-1949
- Gold Cup: 10

1911-1912, 1925-1926, 1934-1935, 1938-1939, 1939-1940, 1940-1941, 1943-1944, 1944-1945, 1945-1946, 1946-1947

### Competizioni regionali
- County Antrim Shield: 7

1894-1995, 1926-1927, 1935-1936, 1936-1937, 1938-1939, 1942-1943, 1944-1945

### Competizioni internazionali
- Dublin and Belfast Inter-City Cup: 1

1947-1948 (condivisa)

### Altri piazzamenti
- Campionato nordirlandese:

Secondo posto: 1904-1905, 1909-1910, 1933-1934, 1948-1949
Terzo posto: 1900-1901, 1910-1911, 1911-1912, 1913-1914, 1924-1925, 1930-1931, 1931-1932, 1934-1935
- Irish Cup:

Finalista: 1905-1906, 1914-1915, 1916-1917, 1928-1929
- Gold Cup:

Finalista: 1926-1927, 1927-1928, 1930-1931
- Dublin and Belfast Inter-City Cup:

Finalista: 1943-1944, 1944-1945, 1945-1946